# Étienne de la Garde
Étienne de la Garde (Limosín, ? - Provenza, 19 de mayo de 1361) fue un eclesiástico francés. 

## Biografía
Nacido en Lemosín en el seno de una familia de la nobleza que tenía cierto grado de parentesco con la del papa Clemente VI, Étienne fue hijo de Bernard de la Garde, que era señor de La Garde y Daumar; su hermano Gérard fue cardenal.
Era presbítero, arcediano de la iglesia de Beauvois y capellán del papa Clemente VI cuando fue nombrado obispo de Lisboa en 1344, aunque estuvo permanentemente ausente de la diócesis, gobernándola por medio de vicarios.
En 1348 fue trasladado a la sede de Saintes, y tres años después a la arquidiócesis de Arles.  En la segunda mitad de la década de 1340 ofició como legado pontificio en Lombardía y Romaña, y como administrador del Reino de Nápoles durante la minoría de edad de la reina Juana.
Fallecido en 1361, fue sepultado en la Iglesia de San Trófimo de Arles.
Algunos autores mencionan que Clemente VI le creó cardenal, en lo que parece ser un error al haberlo confundido con otro prelado contemporáneo.